# Fly Me to the Moon
"Fly Me to the Moon", ban đầu có tên "In Other Words", là một bài hát được Bart Howard viết năm 1954. Kaye Ballard thực hiện bản thu âm bài hát đầu tiên vào năm nó được sáng tác. Phiên bản 1964 của Frank Sinatra có liên quan chặt chẽ với Chương trình Apollo bay đến Mặt Trăng.
Westlife cover bài hát trong album năm 2004 của họ, ...Allow Us to Be Frank. Ca khúc được phát hành như đĩa đơn thứ hai từ album này vào ngày 20 tháng 12 năm 2004.

## Chứng nhận

### Bản của Frank Sinatra
| Quốc gia                                                    | Chứng nhận | Số đơn vị/doanh số chứng nhận |
| ----------------------------------------------------------- | ---------- | ----------------------------- |
| Đan Mạch (IFPI Đan Mạch)                                    | Vàng       | 45.000‡                       |
| Ý (FIMI)                                                    | Vàng       | 35.000‡                       |
| Anh Quốc (BPI)                                              | Bạch kim   | 600.000‡                      |
| ‡ Chứng nhận dựa theo doanh số tiêu thụ và phát trực tuyến. |            |                               |